# Dionisòdot
Dionisòdot (grec antic: Διονυσόδοτος, llatí: Dionysodotus) fou un poeta líric espartà els poemes del qual foren molt populars a Esparta. L'esmenta Ateneu de Nàucratis juntament amb Alcman.